# متحف شمع

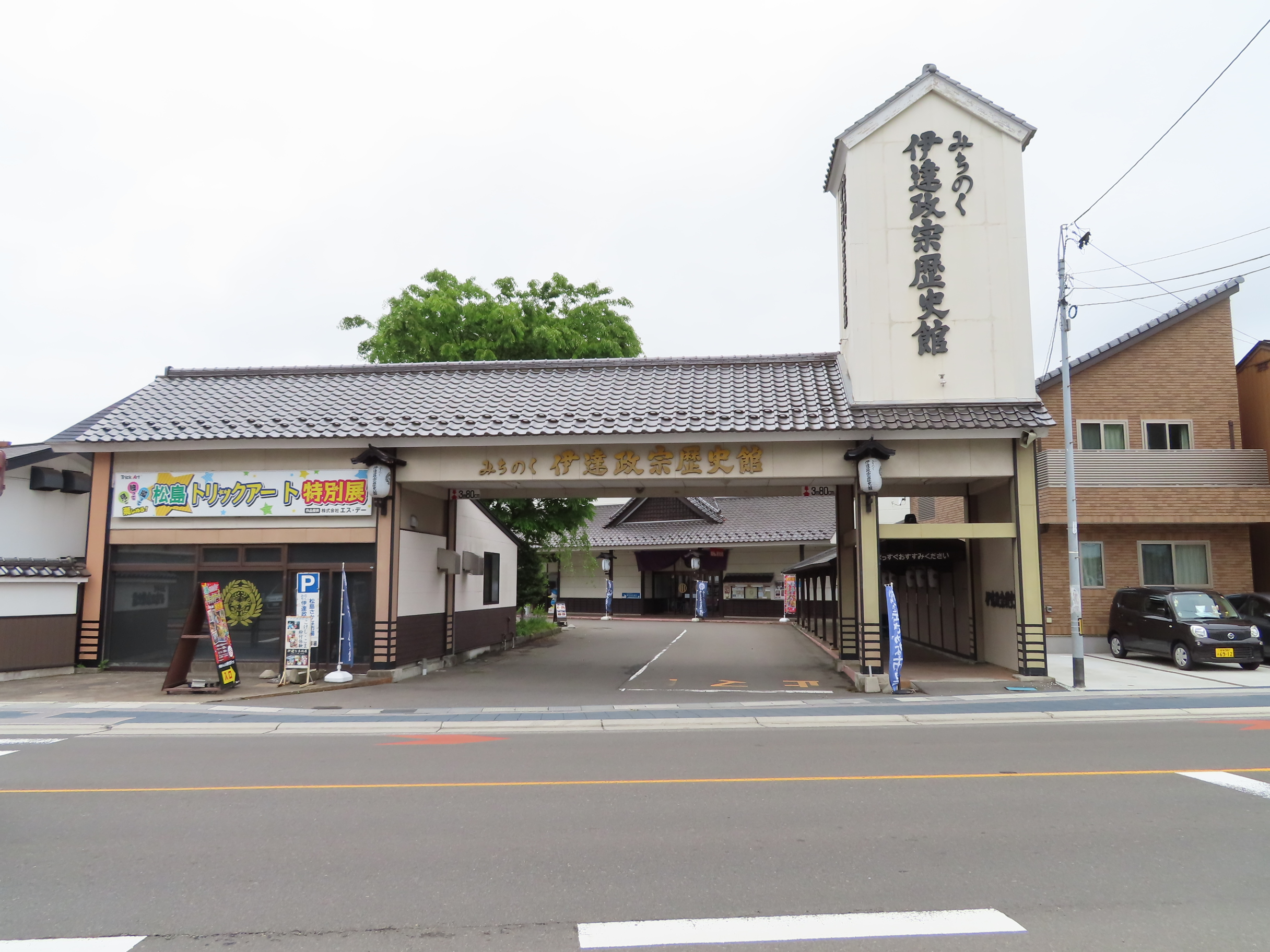
متحف شمع في اليابان

متحف الشمع هو متحف يتخصص في عرض لتماثيل مصنوعة من مادة الشمع. غالبا ما تكون التماثيل لبشر، مثل تماثيل لشخصيات مشهورة في شتى ميادين الحياة المعاصرة أو شخصيات تاريخية معروفة.
عادة ما يضم هذا النوع من المتاحف جناحا مخصصا لتماثيل الجثث، يطلق عليه غرفة الرعب.
وقد تم إنشاء أول متحف للشمع بالعالم في العام 1882

## أشهر متاحف الشمع
- متحف مدام تيسود
- متحف بلندن
- متحف جريفن بباريس
- متحف الشمع في هونغ كونغ في برج بيك.